# 김포한가람중학교
김포한가람중학교(金浦한가람中學校)는 대한민국 경기도 김포시 구래동에 있는 공립 중학교이다.

## 학교 연혁
- 2013년 1월 4일 : 경기도립학교 설치조례에 따라 설립(3학급 배정)
- 2013년 1월 31일 : 김포한가람중학교 준공
- 2013년 3월 1일 : 김포한가람중학교 개교, 초대 김성실 교장 취임
- 2013년 3월 4일 : 제1회 입학식
- 2014년 2월 13일 : 제1회 졸업장 수여식 (32명)
- 2016년 3월 23일 : 학칙변경, 1학급 증설 (13학급)
- 2022년 9월 1일 : 제4대 박경희 교장 취임
- 2024년 1월 5일 : 제11회 졸업장 수여식(318명)
- 2024년 3월 4일 : 제12회 입학식(10학급 336명)

## 참고 자료
- 김포한가람중학교 - 한국교육학술정보원 학교알리미